# Декларация за правата на жената и гражданката
Декларацията за правата на жената и гражданката е създадена през септември 1791 година от френската писателка и общественичка Олимпия дьо Гуж (на френски: Olympe de Gouges). В нея тя изисква пълно политическо, социално и правово равнопоставяне на жените спрямо мъжете.
Първите официални документи, касаещи правата на човека, са се появили в края на 18 век. Първа е Декларацията за независимост на САЩ (1776). Последвана е от „Декларация за правата на гражданите на Масачузетс“ – първата декларация, в която официално още в заглавието е спомената думата ‘права’. Тя е съставена през 1780 г. и влиза като неразделна част от конституцията на щата, приета през лятото същата година. Десетина години по-късно френският Конвент приема „Декларацията за правата на човека и гражданина“ (1789 г.), въпреки че бил било по-точно последният да бъде преведен като „Декларация за правата на мъжа и гражданина“. В тези документи, лежащи в основата на съвременната концепция за правата на човека, е отсъствало признанието за гражданските права на жените, отсъствала е идеята за равенство на половете. През 18 век в епохата на Просвещението и Великата френска революция за пръв път жените официално са издигнали глас в защита на своите политически и граждански права. Предизвикателството било хвърлено от „прамайката на феминизма“ Олимпия дьо Гуж, която през 1791 г. формулира, публикува и популяризира първият на практика феминистки манифест „Декларация на правата на жената и гражданката“.
Тя е феминизирана версия на"Декларацията за правата на човека и гражданина, приета на 26 август 1789 г. от Националното събрание на Франция. Носители на новоприетите права се предвиждало да бъдат единствено мъжете, защото по него време само силният пол бил икономически активната част от обществото, но не и жените. Те продължили да бъдат лишени от право на глас, на достъп до обществени длъжности, на собственост, на полагане на доброволен труд и от други права, а право на гласуване получават едва през 1946 година.
Голямото историческо значение на „Декларацията за правата на жената и гражданката“ се състои в това, че тя е първата универсална декларация за човешките права, в която мъжете и жените са равнопоставени. Именно поради това, макар и създаден само от жени и отречено от другата половина на човечеството, този документ е оставил много важна следа в историята като най-ранен предшественик на съвременното схващане за правата на човека.